# Notacma audens
Notacma audens là một loài tò vò trong họ Ichneumonidae.